# Ludovic Robeet
Ludovic Robeet (Nivelles, 22 de maio de 1994) é um ciclista profissional belga que compete com a equipa Bingoal Pauwels Sauces WB.

## Trajectória
Estreiou como profissional em 2013 com a equipa Cor Code, onde esteve até 2016 quando se marchou para competir desde 2017 com o WB Veranclassic Aqua Protect. Com esta equipa conseguiu sua primeira vitória em 2019 ao ser o mais rápido da fuga na quarta etapa da Settimana Coppi e Bartali. Do mesmo modo conseguiu seu segundo sucesso em 2021 na Nokere Koerse, ao ser o homem mais forte de uma escapada que o pelotão não conseguiu neutralizar.

## Palmarés
- 2019
  - 1 etapa da Settimana Coppi e Bartali

- 2021
- Nokere Koerse

## Equipas
- Cor Code (2013-2016)
  - Cor Code-Biowanze (2013-2014)
  - Cor Code-Aquality Protect (2015)
  - Cor Code-Ardem'Beef (2016)
- Wallonie Bruxelles (2017-)
  - WB Veranclassic Aqua Protect (2017)
  - WB-Aqua Protect-Veranclassic (2018)
  - Wallonie Bruxelles (2019)
  - Bingoal-WB (2020-03.2021)
  - Bingoal Pauwels Sauces WB (03.2021-)